# Apagador

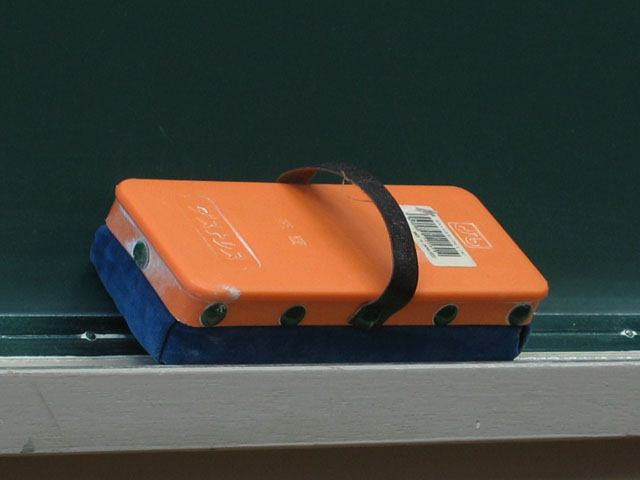
Apagador de quadro negro

Apagador é um artefato utilizado para apagar quadros escolares.
É feito de um pedaço de madeira ou plástico, ao qual fica preso um pedaço de feltro (para quadros negros) ou lã (para quadros brancos), que é friccionado sobre o quadro branco quando se deseja remover dele a escrita, e se feito de forma errada ele ficará borrado, piorando seu uso.
A parte macia do apagador fica suja e desgastada com o uso, perdendo sua funcionalidade. Por isto, deve ser limpa periodicamente, e trocada quando tiver perdido a maciez, 1M. 
O quadro deve ser limpo com pano seco (quadro negro) ou com pano umedecido de álcool (quadro branco) periodicamente.

## Principais Tipos
Embora sejam desconhecidos por uma grande parte da população, há diversas variações de apagadores, entre as quais pode-se citar:
Apagadores elétricos: O apagador elétrico foi inventado em 1932 por Arthur Dremel de Racine, em Wisconsin, EUA. Para sua confecção, há a utilização de um cilindro substituível de material de borracha realizada por um mandril acionado sobre o eixo de um motor. Esse tipo de apagador possui algumas particularidades quando é comparado a um tipo comum de tal instrumento, entre elas pode-se citar a menor velocidade de rotação e a menor pressão necessária para manuseá-lo, fazendo com que haja uma diminuição nos danos causados por tal ferramenta em inúmeras superfícies que permitam a sua utilização. Posteriormente, Dremel passou a desenvolver uma linha completa de ferramentas semelhantes a esta com poder rotativo de mão.